# Jan Urbański
Jan Urbański (ur. 4 grudnia 1891 w Srocku Wielkim, zm. 27 września 1970 w Brodnicy) – podoficer piechoty Wojska Polskiego II RP, uczestnik I wojny światowej i wojny polsko-bolszewickiej, kawaler Krzyża Srebrnego Orderu Virtuti Militari.

## Życiorys
Urodził się w dniu 4 grudnia 1891 we wsi Srocko Wielkie (powiat kościański) jako syn Szczepana (ur. 1866, zm. 1939) i Antoniny Jędroszkowiak (ur. 1868, zm. 1945). Pochodził z wielodzietnej rodziny. W latach 1899–1905 uczęszczał do szkoły powszechnej w Srocku Wielkim, po czym pracował u ojca na roli. 16 września 1912 wcielony do armii niemieckiej i przydzielony do 144 pułku piechoty stacjonującego w Metzu. W pierwszym roku swej służby ukończył czterotygodniowy kurs saperski i sześciotygodniowy kurs ciężkich karabinów maszynowych. W szeregach tego pułku wziął udział w I wojnie światowej walcząc na froncie francuskim (na frontowe szlaki wyruszył już 30 lipca 1914). W toku działań wojennych dwukrotnie ranny (24 września 1914 w rękę i 27 stycznia 1915 w nogę). Awansowany do stopnia starszego szeregowego 15 lipca 1915, a do rangi kaprala z dniem 15 sierpnia tr. Plutonowy od 10 stycznia 1917. W armii niemieckiej służył do 22 listopada 1918. Odznaczony został Krzyżem Żelaznym II klasy. 
W II połowie grudnia 1918 przybył do Poznania i zgłosił do jednej z tajnych polskich organizacji wojskowych, w której otrzymał przydział na stanowisko instruktora i jednocześnie magazyniera zakonspirowanego magazynu broni i amunicji znajdującego się na terenie Poznania. 4 stycznia 1919 przyłączył się ochotniczo do powstańców wielkopolskich i wziął czynny udział w walkach o Poznań. Następnie w rodzinnej wsi zorganizował oddział w sile około 20 ludzi, z którym wyruszył do Kościana. W drodze oddział ten znacznie się rozrósł, a po zdobyciu Kościana dowództwo nad nim objął por. Franciszek Szyszka. Następnie Jan Urbański wziął udział w opanowaniu Leszna (oddział w którym służył w okresie późniejszym został przekształcony w 6 Pułk Strzelców Wielkopolskich, a następnie w 60 pułk piechoty wielkopolskiej). Z dniem 26 kwietnia 1919 przeniesiony do 1. kompanii zapasowej ckm w Poznaniu, od 22 sierpnia tr. pełnił służbę w 4. kompanii ckm tworzącego się w Inowrocławiu 63 pułku piechoty (między innymi na stanowisku szefa tejże kompanii). Sierżant od 25 września 1919. W styczniu 1920 brał z 63 pp udział w zajmowaniu Pomorza.
Z 63 pułkiem piechoty wziął udział w wojnie polsko-bolszewickiej. W stopniu sierżanta dowodził plutonem ckm. Wyróżnił się w boju 26 lipca 1920 kiedy to zatrzymał atak nieprzyjaciela, osobiście obsługując karabin maszynowy, którego celowniczy został ranny. 2 sierpnia tr. do ostatniej chwili osłaniał odwrót dwóch batalionów 63 pp z przyczółka mostowego nad Bugiem, umożliwiając ich wycofanie się i ratując wszystkie własne karabiny maszynowe. Tego samego dnia objął dowodzenie nad 4. kompanią ckm 63 pp i na nowym stanowisku odznaczył się męstwem i walecznością podczas polskiego kontrataku. Za te czyny odznaczony został w okresie późniejszym Krzyżem Srebrnym Orderu Virtuti Militari. W dniu 22 października 1920 korpus oficerski 63 pp podczas głosowania jednogłośnie opowiedział się za awansem sierżanta Jana Urbańskiego na stopień podporucznika. Awans ten jednakże nigdy nie nastąpił.
Po zakończeniu działań wojennych nadal służył w 63 pułku piechoty stacjonującym w Toruniu. 15 grudnia 1926 przeniesiony do 14 pułku piechoty z Włocławka, w którym służbę rozpoczął z dniem 2 stycznia 1927. W toku dalszej służby awansowany do stopnia tytularnego starszego sierżanta, a następnie, z dniem 1 listopada 1928, do rangi rzeczywistego starszego sierżanta.
Rozkazem organizacyjnym Nr 1 Dowództwa 14 pułku piechoty z dnia 16 września 1930 starszy sierżant Jan Urbański przydzielony został na stanowisko szefa 1. kompanii KOP (kompanią dowodził wówczas por. Konstanty Biesiekierski). Na mocy rozkazu organizacyjnego Nr 1 z 1 kwietnia 1932 przydzielono go na stanowisko szefa 7. kompanii strzeleckiej 14 pp. Rozkaz organizacyjny Nr 3 Dowództwa włocławskiego pułku z dnia 1 września 1933 nadał mu ponownie przydział służbowy na stanowisko szefa 7. kompanii strzeleckiej. Również w następnym roku piastował funkcję szefa kompanii. W II połowie lat 30. zajmował stanowisko sierżanta-szefa 8. kompanii strzeleckiej. Podoficerem 14 pp pozostawał także w listopadzie 1938.
Działał w Lidze Obrony Powietrznej i Przeciwgazowej oraz we włocławskim kole stowarzyszenia „Rodzina Wojskowa”.
Żonaty z Władysławą Kisicką (ur. 13 kwietnia 1901 we wsi Jastrzębie, zm. 2 lipca 1988 w Brodnicy), z którą miał dzieci: Zdzisławę Aleksandrę (ur. 9 lipca 1926 w Toruniu), Eugeniusza Mieczysława (ur. 21 września 1928 we Włocławku) i Leszka Edmunda (ur. 31 sierpnia 1930 w Toruniu).
Starszy sierżant Jan Urbański zmarł 27 września 1970 w Brodnicy i spoczywa wraz z żoną na tamtejszym cmentarzu parafii pw. św. Katarzyny Aleksandryjskiej - kwatera: 2, rząd: 37, grób: 8.

## Ordery i odznaczenia
- Krzyż Srebrny Orderu Wojskowego Virtuti Militari Nr 2337[1][4]
- Brązowy Krzyż Zasługi (1938 - za zasługi w służbie wojskowej)[12]
- Medal Pamiątkowy za Wojnę 1918–1921[10]
- Medal Dziesięciolecia Odzyskanej Niepodległości[10]
- Brązowy Medal za Długoletnią Służbę[3]